# Изложба „Нови чланови” (1962)
Изложба „Нови чланови” се одржала у периоду од 17. до 26. фебруара 1962. године у Уметничком павиљону „Цвијета Зузорић”.

## Излагачи
1. Милован Видак
2. Душко Вијатов
3. Славко Врбица
4. Елим Миливој Грујић
5. Милан Ђокић
6. Мирољуб Ђорђевић
7. Никола Јандријевић
8. Љубодраг Јанковић
9. Милан Мартиновић
10. Миомир Миленковић
11. Славољуб Миловановић
12. Лидија Мишић
13. Илија Пауновић
14. Градимир Петровић
15. Јелена Петровић
16. Љубомир Рајчевић
17. Радомир Рељић
18. Халил Тиквеша
19. Живојин Турински
20. Милош Ћирић